# جمشیدسروش سروشیان
جمشیدسروش سروشیان، (زاده ۱۷ آبان ۱۲۹۳ خورشیدی – درگذشت ۱۲ اسفند ۱۳۷۷ خورشیدی) نویسنده، تاریخدان، زبانشناس، کتابشناس و اوستاپژوه ِ برجستهٔ زرتشتی بود که مدت‌ها موبدی زرتشتیان کرمان را برعهده داشت و ضمن تدوین ده‌ها عنوان کتاب، از جمله کتاب برجسته و ماندگار فرهنگ بهدینان، خدمات شایان ذکری به تاریخ و فرهنگ و ادبیات باستانی ایران، به ویژه آئین آباء و اجدادیش (آیین زرتشت) نمود.

## زندگی
«جمشید سروش سروشیان»، در روز هفدهم آبانماه سال ۱۲۹۳ خورشیدی برابر با سال ۱۲۸۳ یزدگردی در شهر کرمان، پا به پهنه گیتی گذاشت. وی پس از طی دوران کودکی، نخست به مدرسهٔ پسرانهٔ زرتشتیان در کرمان رفت و مراحل بعدی آموزش خویش را، نخست در مدرسهٔ روزانه‌ای که میسیونرهای مسیحی در کرمان بنیانگذاری کرده بودند و سپس در مدرسه‌ای شبانه‌روزی وابسته به انجمن مرسلین کلیسا، واقع در اصفهان ادامه داد.
وی که به یکی از کهن‌ترین و ریشه دارترین خانواده‌های زرتشتی کرمان تعلق داشت، مطالعات ژرف خود در باب آیین نیاکان خود و تمدن باستانی ایران را، از سنین جوانی آغاز نمود و همین موجبات آشنایی و همکاری‌های بعدی او با دانشمند برجستهٔ اوستاپژوه، یعنی ابراهیم پورداوود را فراهم ساخت.
«سروشیان» با شاهنامهی فردوسی انس و الفتی شگرف داشت و بخش‌های بزرگی از شاهنامه را از حفظ کرده بود و به مناسبت در گفته‌ها و نوشته‌های خود بدان استناد می‌جست.
وی زندگی خویش را از راه کشاورزی و باغداری می‌گذرانید و مناعت طبعی عجیب داشت. طوریکه درب خانه او واقع در محلهٔ زریسف کرمان، همواره به روی محققین و پژوهشگران و سایر علاقه‌مندان به تاریخ ایران باستان و آیین زرتشتی گشوده بود و او ضمن پذیرایی از افراد انبوهی از اطلاعات ناب تاریخی، فرهنگی، ادبی و... را بدانان می‌آموخت و از چشمهٔ «اوستا» و «شاهنامه» سیرابشان می‌کرد.
سرانجام وی در طی آخرین سفری که به قصد دیدار با فرزندانش از «کرمان» به «تهران» کرده بود، در این شهر دچار حملهٔ قلبی گردید و در روز دهم اسفندماه سال ۱۳۷۷ خورشیدی درگذشت. جسد او، به زادگاه و شهر آباء و اجدادیش کرمان (که بسیار مورد علاقهٔ او بود) منتقل و در گورستان زرتشتیان این شهر به خاک سپرده شد.

## آثار
- فرهنگ بهدینان، اثری که «سروشیان» را بیشتر به واسطهٔ همین کتاب می‌شناسند و مشتمل بر واژه نامهٔ گویش یا زبان دری زرتشتی است.
- سوادآموزی و دبیری در دین زرتشت
- به یاد پیر مُغان
- روشنائی بخش
- تاریخ زرتشتیان کرمان در چندصدسال اخیر
- پندنامهٔ محمّد (ص) دربارهٔ رفتار با مردم مغلوب
- شاهنامهٔ هخامنشیان
- پاک تن
- آب، گرمابه و پاکیزگی نزد زرتشتیان
- کتاب چاشت

و...